# ブルーノ・ウィルソン
ブルーノ・リカルド・バルデス・ウィルソン（Bruno Ricardo Valdez Wilson、1996年12月27日 - ）は、ポルトガル・リスボン出身のサッカー選手。ポジションはディフェンダー。

## クラブ経歴
2016年1月3日、SCブラガと2年間のプロ契約を結んだ。2月13日、CDマフラとのリーグ戦にてプロデビューを果たした。
2019年6月26日、ブラガが保有権の50%を保持したまま、CDトンデラに移籍し、3年契約を交わした。
2020年1月31日、ブラガに復帰し、3年契約を結んだ。
2020年8月30日、スペインのCDテネリフェに1シーズンの契約でレンタル移籍をした。
2021年6月22日、FCヴィゼラに3年契約で移籍した。
2024年2月8日、サンノゼ・アースクエイクスに2年契約で移籍した。

## 人物
祖父のマリオ・ウィルソンはサッカー指導者としてSLベンフィカやポルトガル代表を率いた経験を持つ。